# Foxhound americà

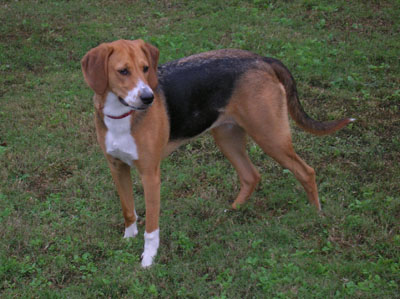
Un foxhound americà

El gos de caça de guineus americà, més conegut com a foxhound americà és una raça de gos molt propera al foxhound anglès, són gossos que es guien per l'olfacte per caçar guineus.

## Història
El 1650 Robert Brooke va portar per a l'administració de la colònia britànica que era Nord-amèrica una gossada de gossos de caça, que es va convertir en l'arrel de moltes de les línies de gossos caçadors nord-americans. Aquests gossos van romandre en la família Brooke prop de 300 anys.
George Washington va rebre gossos caçadors de guineu francesos, com el gran gos de caça blau de Gascunya com a regal del Marquès de Lafayette. Molts dels gossos que Washington ja tenia eren descendents de la família Brooke, així que quan els va creuar amb els francesos, va començar a desenvolupar-se la raça fins a arribar a l'actual foxhound americà.